# Tor-túra 2.
A Tor-túra 2. (eredeti cím: Are We Done Yet?) 2007-ben bemutatott amerikai családi filmvígjáték Steve Carr rendezésében és Ice Cube főszereplésével. A film az 1948-as Cary Grant-féle Mr. Blandings felépíti álmai házát című film remake-je, és a 2005-ös Tor-túra folytatása. A forgatókönyvet Hank Nelken írta, a Revolution Studios és az RKO Pictures gyártotta, valamint a Columbia Pictures forgalmazta.
A filmet a kanadai Tsawwassenben (British Columbia, Kanada) forgatták, de Newbergben (Oregon, Egyesült Államok) játszódik.

## Rövid történet
Az ifjú pár, Nick és Suzanne úgy dönt, hogy a külvárosba költöznek, hogy jobb életet biztosítsanak két gyermeküknek. Álomotthonukról alkotott elképzelésüket azonban megzavarja egy bizarr üzleti szemléletű vállalkozó.

## Szereplők
| Karakter            | Színész              | Magyar hang   |
| ------------------- | -------------------- | ------------- |
| Nick Persons        | Ice Cube             | Szabó Győző   |
| Suzanne Persons     | Nia Long             | Timkó Eszter  |
| Chuck Mitchell, Jr. | John C. McGinley     | Gáspár Sándor |
| Lindsey Persons     | Aleisha Allen        | Talmács Márta |
| Kevin Persons       | Philip Daniel Bolden | Kilényi Márk  |
| Jimmy, a pultos     | Hayes MacArthur      | Juhász Zoltán |
| Mr. Rooney          | Jonathan Katz        | Jantyik Csaba |
| Mrs. Rooney         | Linda Kash           | Hirling Judit |
| Orosz vállalkozó    | Alexander Kalugin    |               |
| Billy Pulu          | Dan Joffre           | Faragó András |
| Georgie Pulu        | Pedro Miguel Arce    |               |
| Danny Pulu          | Tahj Mowry           | Gacsal Ádám   |
| Mike, a szerelő     | Jacob Vargas         | Lengyel Tamás |
| Pulu nagymama       | Brenda Prieur        |               |
| Önmaga              | Magic Johnson        |               |
| Indiai szomszéd     |                      | Némedi Mari   |
| Mosómedve (hangja)  |                      |               |

## Gyártás
A film az 1948-as Mr. Blandings felépíti álmai házát című Cary Grant-vígjáték remake-je, melynek producere Ted Hartley volt.

## Megjelenés
A film világszerte 58,4 millió dollárt hozott. 2007. június 8-án mutatták be az Egyesült Királyságban, és a 3. helyen nyitott az Ocean’s Thirteen – A játszma folytatódik és A Karib-tenger kalózai: A világ végén mögött.